# Венцен
Венцен (њем. Weenzen) општина је у њемачкој савезној држави Доња Саксонија. Једно је од 40 општинских средишта округа Хилдесхајм. Према процјени из 2010. у општини је живјело 431 становника. Посједује регионалну шифру (AGS) 3254040.

## Географски и демографски подаци
Венцен се налази у савезној држави Доња Саксонија у округу Хилдесхајм. Општина се налази на надморској висини од 230 метара. Површина општине износи 4,2 km². У самом мјесту је, према процјени из 2010. године, живјело 431 становника. Просјечна густина становништва износи 104 становника/km².